# Mathilde Bourdon
Pour les articles homonymes, voir Bourdon.
Mathilde Lippens, dite Froment puis Bourdon, née à Gand en 1817 et décédée à Bailleul en 1888 est une écrivaine belge.

## Biographie
Mathilde Lippens est née à Gand en 1817. Elle réside pendant quelques années à Lille avec son premier mari, Charles Froment, qui meurt en 1846. En 1857 elle épouse en secondes noces Hercule Bourdon, juge au tribunal de Lille et publiciste, né à Dunkerque en 1808, ancien rédacteur du Globe saint-simonien et de la Revue du progrès social, auteur de quelques dissertations de droit. 
Mathilde Bourdon se signale comme écrivain par une étonnante fécondité, dans la littérature spéciale de l'éducation religieuse et de l'édification mondaine. Le Catalogue général de la librairie d'Otto Lorenz, en 1865, recense soixante publications de sa plume ; elle en a encore donné cinq ou six dans chacune des trois années suivantes. 
Les livres de Mathilde Bourdon comprennent des récits pour l'enfance et des romans moraux pour la famille : La Famille Clairval, Le Legs d'une mère, Gérard l'aveugle, Les Récits du foyer ; des récits historiques édifiants et des biographies religieuses : Mademoiselle d'Epernon, Marcia, Sainte Geneviève, Sainte Jeanne de Valois, Marie Alacoque, Les Servantes de Dieu, Charles le Bon, comte de Flandre ; des opuscules de dévotion : Les Béatitudes, Le Mois des serviteurs de Marie ; des tableaux dramatiques, scènes et proverbes : Les Trois Sœurs, Les Trois Proverbes, La Pierre angulaire, Un bienfait n'est jamais perdu. 
Ces divers volumes, dont la plupart sont réimprimés un très grand nombre de fois, sont de peu d'étendue et d'un prix très minime. Le seul important, comme format, est l'Histoire de Notre-Dame de la Treille (Lille, 1851, in-8, 20 livres).
Mathilde Bourdon fut aussi une collaboratrice de premier plan du Journal des Demoiselles. 
Plus tard, Mathilde Bourdon a déménagé à Bailleul, où selon Louis Bethléem elle conquit toutes les sympathies par sa charité et amabilité. Ses ouvrages essentiellement moralisateurs se trouvaient dans toutes les bibliothèques catholiques.

## Œuvres
- Pèlerinage de neuf jours à N.-D. de la Treille, 1847.
- Marie protectrice de la France ou Neuvaine pour obtenir l'intercession de la Sainte Vierge dans les temps présents, 1848.
- L'homme propose et Dieu dispose, 1849.
- Essai historique sur la collégiale de Saint-Pierre à Lille, 1850.
- Les Amis du Sauveur, ou la Famille de Lazare, Marthe et Marie, 1850.
- Chacun son métier, proverbe, 1850.
- L'Empire de la vertu, 1850.
- L'Orpheline de Lépante, 1850.
- Paraboles de l'Évangile, 1850.
- La Passion méditée dans le Sacré Cœur de N. S. Jésus-Christ, 1850.
- Blanche de Selva, suivi de Une Prévention, 1851.
- Le Bon Villageois, ou la Vertu dans la tribulation, par l'auteur de "l'Orpheline de Lépante", 1851.
- Histoire de Notre Dame de la Treille, patronne de la ville de Lille, 1851.
- Le Legs d'une mère, 1851.
- La Planche de salut, 1851.
- Sainte Flavie Domitille, histoire du 1er siècle de l'Église, 1851.
- Sainte Jeanne de Valois, fondatrice des Annonciades, 1851.
- Le pouvoir de la prière, 1852.
- Un Bienfait n'est jamais perdu, proverbe, 1852.
- Chaque chose à sa place, 1852.
- Histoire d'Élisabeth, reine d'Angleterre, 1852.
- Sainte Geneviève, patronne de Paris, 1852.
- Légendes intimes, 1852.
- Qui vivra verra, Point de feu sans fumée, proverbes, 1852.
- Saint Thomas de Cantorbéry, 1852.
- Vie du maréchal de Boufflers, 1852.
- Sainte Radegonde, reine des Francs, 1853.
- Les deux aveugles, 1853.
- Notice sur la vie de Saint Piat, martyr, patron de Seclin, 1853.
- Une Antipathie, ou En toutes choses il faut considérer la fin, proverbe en 3 actes, 1853.
- La Fille du fermier, 1853.
- Charles le Bon, comte de Flandre, 1853.
- Histoire de Marie Stuart, 1853.
- Les Mères réconciliées par leurs enfants, 1853.
- Saint Stanislas Kostka, 1853.
- Les Martyrs de Lyon, 1854.
- La chapelle d'Ensiedlen, 1854.
- Le Bienheureux Pierre Fourier, 1854.
- Frère et sœur, suivi de Quelques nouvelles, 1854.
- Le Chercheur d'or, 1855.
- Le Mois eucharistique, 1855.
- Saint Benoît et les ordres religieux dont il fut le fondateur, 1855.
- Le siège de Sébastopol, 1854-1855, 1856.
- Les amis du ciel, 1856.
- Le château d'Avrilly ; Il faut faire comme tout le monde; Le dévouement d'une sœur, etc., 1852.
- Saint Martin, évêque de Tours, 1853.
- La Voie droite, par l'auteur de "la Charité en action", 1853.
- Saint Antoine de Padoue, 1854.
- De la confiance en Dieu dans les calamités publiques
- Silvio Pellico, 1855.
- Neuvaine à Saint-Joseph, 1856.
- La clef des cœurs, 1857.
- Le Secret, 1857.
- La Vie réelle, 1857.
- L'Ange du sommeil, 1858.
- Le Prix de la vie, suivi de plusieurs nouvelles, 1859.
- Les Béatitudes, ou la Science du bonheur
- Abnégation, 1859.
- L'Apôtre des nègres, ou Vie du B. Pierre Claver, 1859.
- Biographie de Mozart, 1859.
- La Famille Clairval, 1859.
- La charité en action, 1859.
- Lettres à une jeune fille, 1859.
- Souvenirs d'une institutrice, 1859.
- Quelques Heures de solitude, 1860.
- L'anneau de paille, 1860.
- La charité, 1860.
- Aux Jeunes Personnes. Politesse et savoir-vivre, 1860.
- Une Dette sacrée. Encore une Dette. Deux amis. La Croix voilée. Une Redevance, 1860.
- Le Droit d'aînesse, 1860.
- Pulchérie, 1860.
- Les servantes de Dieu, 1861.
- Le Foyer, récits, 1861.
- Études populaires. Antoinette Lemire, ou l'Ouvrière de Paris, 1861.
- La Table de sapin, suivi de l'Idole, 1861.
- Trois Proverbes. L'Humeur, proverbe en 2 actes. Tout vient à point à qui sait attendre, proverbe en 3 parties, 1861.
- Léontine, histoire d'une jeune femme, 1862.
- Si j'avais mille écus, 1862.
- Les trois sœurs, 1863.
- Souvenirs d'une famille du peuple, depuis les temps mérovingiens jusqu'à nos jours, 1863.
- Marcia et les femmes aux premiers temps du christianisme, 1863.
- Les cœurs droits, 1863.
- Études populaires. Marthe Blondel, ou l'Ouvrière de fabrique, 1863.
- Le Mois des serviteurs de Marie, 1863.
- La Paix du logis, suivie de: Croix de paille, Croix de plomb; l'Utile avant l'agréable; A quelque chose malheur est bon, 1863.
- L'Inventaire, suivi de le Billet de logement, 1864.
- Denise, 1864.
- Une Faute d'orthographe, 1864.
- La main droite et la main gauche; Les pompons et les haillons. Une leçon d'histoire, 1864.
- Gérard l'aveugle, 1865.
- La Bienheureuse Marguerite-Marie Alacoque, religieuse de la Visitation à Paray-le-Monial, 1865.
- Le Divorce, 1865.
- Intrigue et droiture, 1865.
- La pierre angulaire, 1865.
- Le dernier-né, scènes de famille, 1866.
- L'Héritage de Françoise, 1866.
- La réhabilitation, 1866.
- Journée chrétienne de la jeune fille, méditations et lectures pour tous les jours de l'année, à l'usage des jeunes personnes, 1867.
- Anne-Marie, 1867.
- Récits du foyer, 1867.
- Antoinette Lemire ou L'ouvrière de Paris, 1867.
- La Femme d'un officier, 1867.
- Mademoiselle de Neuville, Ide de Chandfontaine, Béatrix, 1867.
- Quelques femmes auteurs du XIXe siècle, 1867.
- Études populaires. Euphrasie, histoire d'une pauvre femme, 1868.
- Études historiques. Marie Tudor et Élizabeth, reines d'Angleterre
- Andrée d'Effauges, 1869.
- Les Roses sans épines, 1869.
- Henriette de Bréhault
- Agathe, ou la Première Communion, 1869.
- L'Adoption, 1869.
- La Famille Reydel, 1870.
- Le Buisson du mendiant, suivi de Le Fort de Capaha, 1870.
- Le ménage d'Henriette, suivi du Trait d'union, 1871.
- Catherine Hervey, 1872.
- Marc de Lheiningen (inédit), suivi de Histoire d'Yseult, par Mme Mathilde Bourdon, 1873.
- Le Sacré-Cœur de Jésus, courtes méditations sur les litanies..., 1874.
- Le Mariage de Thècle, suivi de Saphira et de Calixte, 1875.
- L'Aînée et la cadette, 1876.
- Le Vœu, suivi de le Bout de l'oreille, 1876.
- Le Val Saint-Jean, 1876.
- Les Premiers et les derniers, 1878.
- La Machine à coudre, 1878.
- La Rosière, ou Trop parler nuit, proverbe, 1878.
- Seule dans Paris, 1879.
- Études et notices historiques, 1879.
- Récits de notre temps..., 1880.
- Récits et souvenirs, 1881.
- La main droite et la main gauche, 1882.
- Mois de mars, consacré à saint Joseph. Lectures et exemples pour chaque jour de ce mois, 1882.
- Le Lait de chèvre, 1883.
- Mademoiselle de Chênevaux, 1887.
- L'Arbre de Noël
- Chrétiennes de nos jours
- La Famille Clairval
- De la confiance en Dieu
- Silvio Pellico, sa vie et sa mort lire en ligne sur Gallica
- Les veillées du patronage
- Viviane
- Lina, ou Ange et martyre